# 저스틴 그림
저스틴 스콧 그림(Justin Scott Grimm, 1988년 8월 16일 ~ )은 미국의 프로 야구 선수로 시애틀 매리너스 조직을 위한 투수이다. 그는 이전에 메이저 리그 베이스볼에서 텍사스 레인저스, 시카고 컵스, 캔자스시티 로열스, 매리너스와 밀워키 브루어스를 위하여 활약하였다.

## 아마추어 경력
테네시주 브리스톨에서 태어난 그림은 버지니아주 브리스톨에 있는 버지니아 고등학교를 다니면서 학교의 야구 팀을 위하여 활약하였다. 그는 2007년 메이저 리그 베이스볼 드래프트에서 고등학교로부터 3번째 혹은 4번째 선발로서 투영되었으나 자신이 보스턴 레드삭스에 의하여 선발되었던 13번째 라운드로 떨어졌다. 그는 조지아 대학교로 헌신의 이유로 큰 부분에 떨어졌다. 프로 야구를 반대한 그는 조지아 대학교에 입학하여 2008년부터 2010년까지 조지아 불독스를 위하여 대학 야구를 활약하였다.
자신의 신입생 해에 그는 10.91의 평균자책점과 31개의 이닝을 투구하였다. 그의 2학년 해는 그가 4.15의 평균자책점과 함께 78개의 이닝을 투구하면서 숙고적으로 더욱 나았다. 2008년 본 브레이브스를 위하여 케이프코드 베이스볼 리그에서 대학생 하계 야구를 활약하고 2009년 커투이트 케틀리어스와 함께 리그로 복귀하였다.

## 프로 경력

### 텍사스 레인저스
그림은 조지아 대학교로부터 2010년 메이저 리그 베이스볼 드래프트의 5번째 라운드에서 텍사스 레인저스에 의하여 선발되었다.
그림은 2012년 6월 16일 휴스턴 애스트로스를 상대로 자신의 메이저 리그 데뷔를 하였다. 그는 자신의 데뷔를 우승하여 6개의 이닝을 투구하고, 7명을 스트라이크아웃 시키고, 아무도 1루에 걸어가지 않게 하며 56개의 스트라이크를 위하여 88개의 투구를 던졌다. 그림은 2010년 6월 8일 스티븐 스트라스버그의 데뷔 이래 데뷔 경기에서 7개의 스트라이크아웃을 가지는 데 첫 투수였다.
2013년 5월 2일 그림은 4월을 위하여 "이번 달의 아메리칸 리그 신인 선수"로 임명되었다. 4월 동안 그림은 3개의 출발 경기에서 1.59의 평균자책점과 함께 2 승 0 패의 기록을 보유하여 15명을 스트라이크아웃 시키고 상대 선수들을 17.0 이닝에서 .239의 타구 평균으로 붙잡았다.
2013년 시즌의 전반기에서 그림은 7 승 7 패의 기록과 6.37의 평균자책점과 함께 올스타 브레이크로 들어갔다. 그의 최종 3개의 레인저스 출연들은 그가 0 승 2 패로 가고 11.1 이닝을 투구하여 23개의 안타, 6개의 볼넷과 15개의 득점을 내준 것을 보았다.

### 시카고 컵스
2013년 7월 22일 레인저스는 맷 가자를 위한 교환에서 마이크 올트, 칼 에드워즈 주니어와 닐 라미레스와 함께 그림을 시카고 컵스로 이적시켰다. 그는 7월 23일 트리플 A 아이오와 컵스로 선택되어 아이오와를 위하여 자신의 첫 출발 경기를 패하여 두번째 이닝을 시작하는 데 6개의 연속적 안타를 포함하여 2개의 이닝에서 7개의 득점을 내주었다. 메이저 리그 로스터가 9월에 넓혔을 때 그림은 컵스로 재소집되었다. 그림은 컵스의 불펜에서 시즌을 끝내 9개의 이닝을 일으키고 2.00의 평균자책점을 게시하였다.
2014년 스프링 트레이닝으로 들어가 컵스의 출발 회전 안에서 숙고적인 깊이의 이유로 그림이 컵스의 불펜으로 옮길 것이라고 공고되었다. 스프링 트레이닝의 말기에 그림은 구원 투수로서 컵스의 오프닝 데이 로스터에 이루었다.
8월 29일 그림은 하나의 이닝에서 4명의 타자들을 스트라이크아웃 시키는 데 메이저 리그 역사상 68번째 투수가 되었다.
그림은 5 승 2 패의 기록, 3.78의 평균자책점과 투구한 69개의 이닝에 70개의 스트라이크아웃과 함께 2014년 시즌을 끝내며 주로 중간계투로 활약하였다. 2016년 그는 52와 3분의 2 이닝에서 4.10의 평균자책점과 68개의 경기를 활약하였다. 그는 7개 경기의 3개에서 투구하면서 컵스에게 1908년 이래 그들의 첫 월드 시리즈 우승으로 도움을 주었다.
2018년 3월 15일 컵스는 그림이 조직으로부터 나오게 되었다는 것을 공고하였다.

### 캔자스시티 로열스
2018년 3월 18일 그림은 캔자스시티 로열스와 1년 거래로 계약되었다. 그는 등의 부상과 함께 6월 27일 장애자 명단에 놓였다. 7월 7일 로열스는 그림에 면제를 내보내는 것을 요청하였다.

### 시애틀 매리너스
2018년 7월 19일 그림은 시애틀 매리너스와 함께 마이너 리그 거래를 계약하였다. 그는 9월 1일 로스터가 넓혔을 때 메이저 리그로 승진되었다.

### 클리블랜드 인디언스
2019년 1월 3일 그림은 클리블랜드 인디언스와 마이너 리그 계약을 맺었다. 거래는 인디언스의 2019년 메이저 리그 스프링 트레이닝으로 초청을 포함하였다.
그림은 자신이 메이저 리그 오프닝 데이 로스터로 이루지 않을 것이 공고된 후 3월 22일 자신의 계약에서 탈퇴하였다.

### 로스앤젤레스 다저스
2019년 3월 24일 그림은 로스앤젤레스 다저스와 함께 마이너 리그 거래를 계약하였다.

### 신시내티 레즈
2019년 7월 17일 그림은 신시내티 레즈로 이적되었다. 그는 2019년 시즌에 이어 자유 계약 선수가 되었다.

### 밀워키 브루어스
2019년 12월 4일 그림은 밀워키 브루어스와 마이너 리그 계약을 맺었다. 그림은 2020년 브루어스를 위하여 오프닝 데이 로스터로 이루었다. 8월 28일 그는 지명 할당되었다. 그는 8월 31일에 나오게 되었다.

### 매리너스와 두번째 병역
2021년 4월 5일 그림은 멕시칸 리그의 마리아치스 데 과달라하라와 계약을 맺었다. 하지만 5월 7일 멕시칸 리그 시즌이 시작되기 전에 그림은 시애틀 매리너스 조직과 함께 마이너 리그 계약을 맺었다.

## 통산 기록
| 년도 | 팀  | 경기수 | 선발 | 완투 | 완봉 | 이닝 | 피안타 | 자책점 | 피홈런 | 볼넷 | 삼진 | 승 | 패 | 세이브 | 홀드 | 블론 | WHIP | 방어율 |
| 2012 | TEX | 0      | 0    | 0    | 0    | 0    | 0      | 0      | 0      | 0    | 0    | 0  | 0  | 0      | 0    | .000 | .000 | .000   |
| 2013 | TEX | 0      | 0    | 0    | 0    | 0    | 0      | 0      | 0      | 0    | 0    | 0  | 0  | 0      | 0    | .000 | .000 | .000   |
| 통산 |     | 0      | 0    | 0    | 0    | 0    | 0      | 0      | 0      | 0    | 0    | 0  | 0  | 0      | 0    | .000 | .000 | .000   |